# ヒリス・ドンデクーテル
ヒリス・ドンデクーテル（ Gillis d'Hondecoeter、Gillis Claesz. de Hondecoeterとも、1575年ころ - 1638年10月17日（葬礼日））はフランドル生まれの画家である。おもにアムステルダムで働き、風景画を描いた。孫のメルヒオール・ドンデクーテルなど一族から多くの画家を輩出した。

## 生涯
アントウェルペンで生まれた。父親は1609年に亡くなった画家（名前はNiclaes Jansz. d' HondecoeterまたはClaes Jansz. d' Hondecoeter）で、18世紀初めに画家の伝記を出版したアルノルト・ホウブラーケン(1660–1719)は、宗教的理由で父親とフランドルからアムステルダムに移ってきたとしている。
ヒリス・ドンデクーテルはアムステルダムに1610年に移るまでに、デルフト、その後、1602年から1608年の間はユトレヒトで活動したとされている。
1580年頃から1585年までアントウェルペンで活動し、その後、ミデルブルフ、1590年からアムステルダムで活動したダーフィット・フィンクボーンス(1576-1632)か、1580年代はハールレムにいた画家、ルーラント・サーフェリー(1576/1578年-1639)らに学んだとされている.。
1602年にデルフトで結婚し、1627年に最初の妻が亡くなった後、1628年にアムステルダムで再婚した。息子のヘイスベルト・ドンデクーテル(Gijsbert d'Hondecoeter:c.1604–1653)とニクラース(Niclaes Gillisz. d'Hondecoeter:c.1608-1642)は画家になり、娘は画家のヤン・バプティスト・ウェーニクス(Jan Baptist Weenix:1621–c.1659) と結婚した。孫の世代の、メルヒオール・ドンデクーテル(1636–1695)やヤン・ウェーニクス(Jan Weenix: 1641/1649–1719)も有名な画家になった。
フランドルの伝統的なスタイルの風景や宗教的な題材の作品を描いた。最初はダーフィット・フィンクボーンスのスタイルの作品であった。鳥や動物を描くことも好んだ。

## 作品

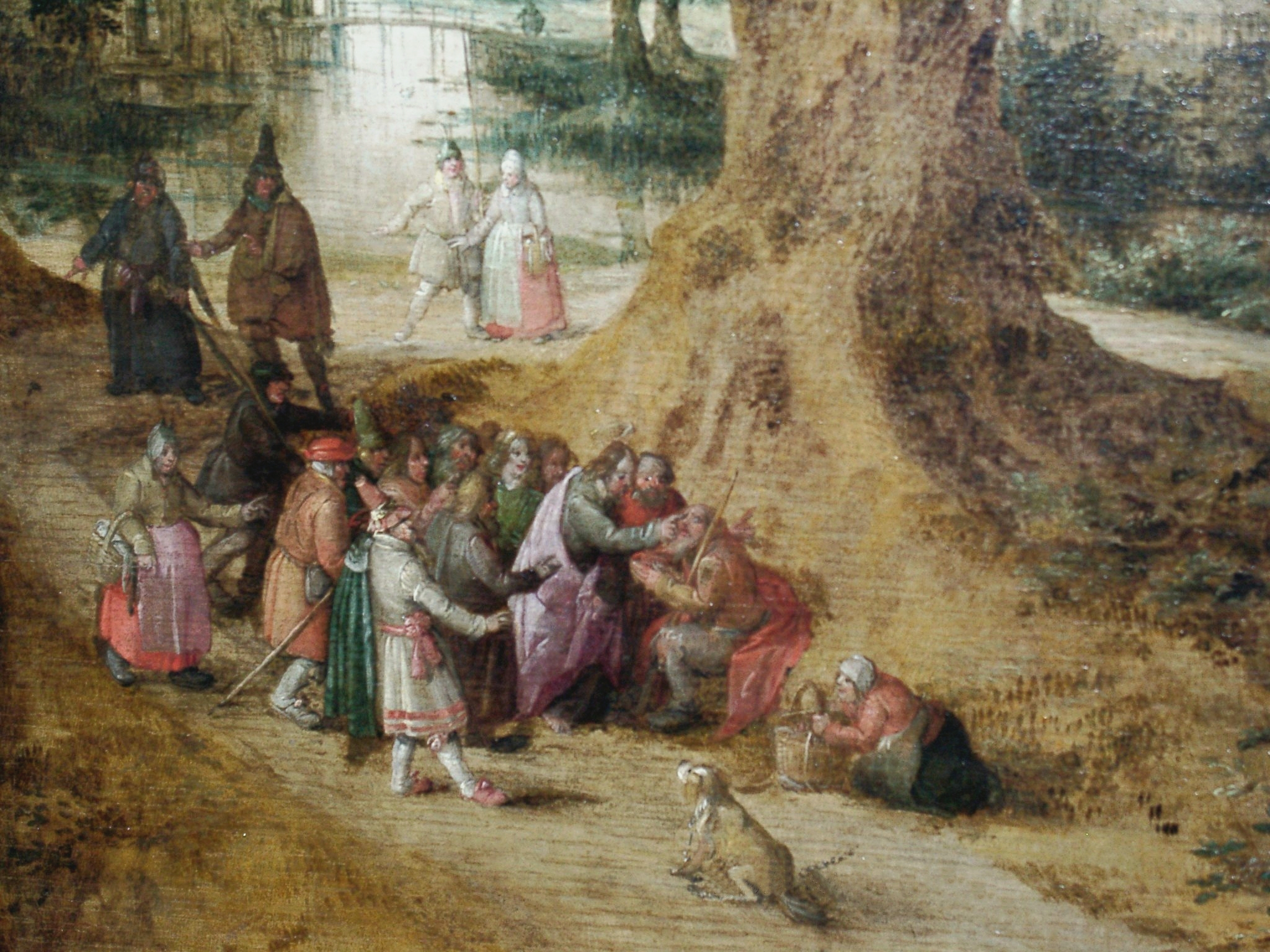
盲人を癒すイエス (1608)
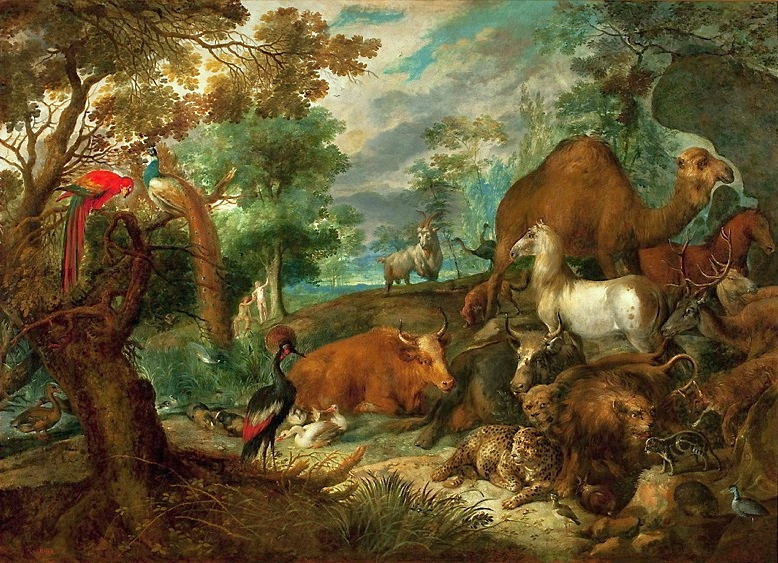
天国 (1615以降)
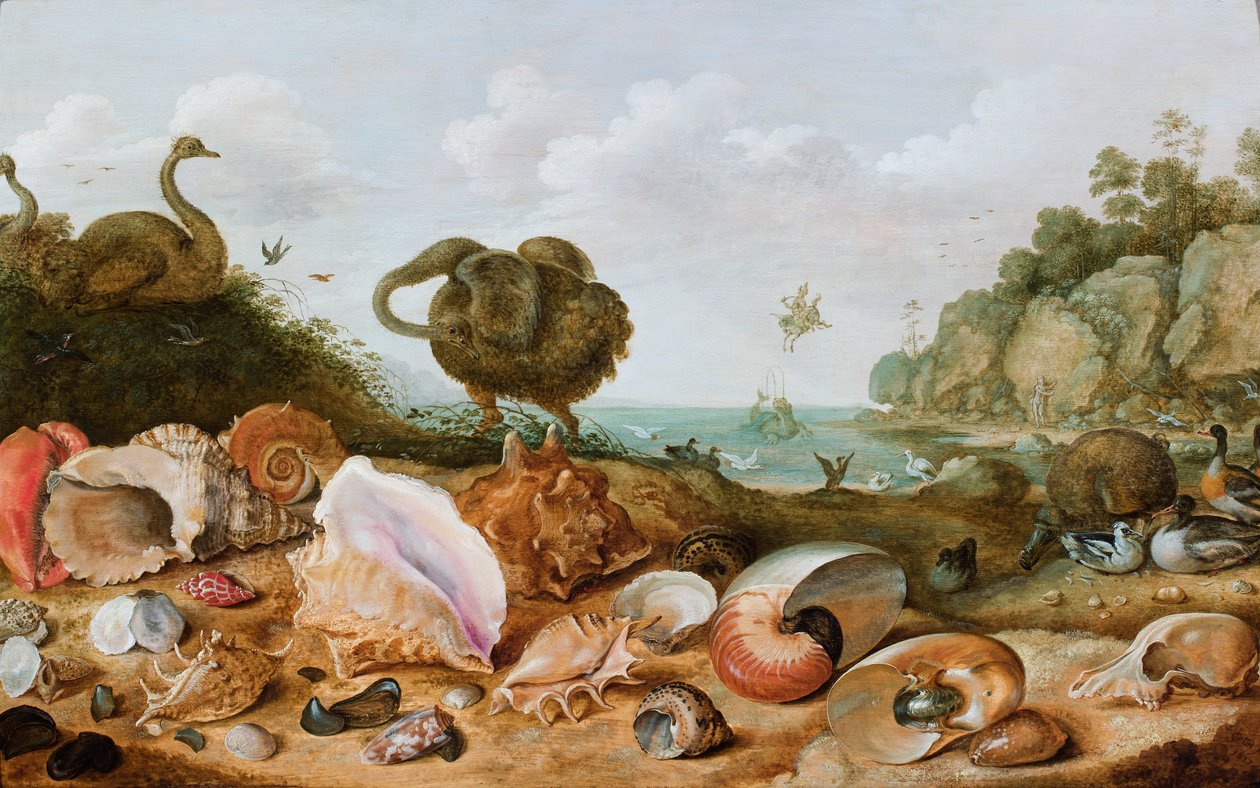
ドードーと貝と描かれたペガサスに乗ったアンドロメダ (1627)
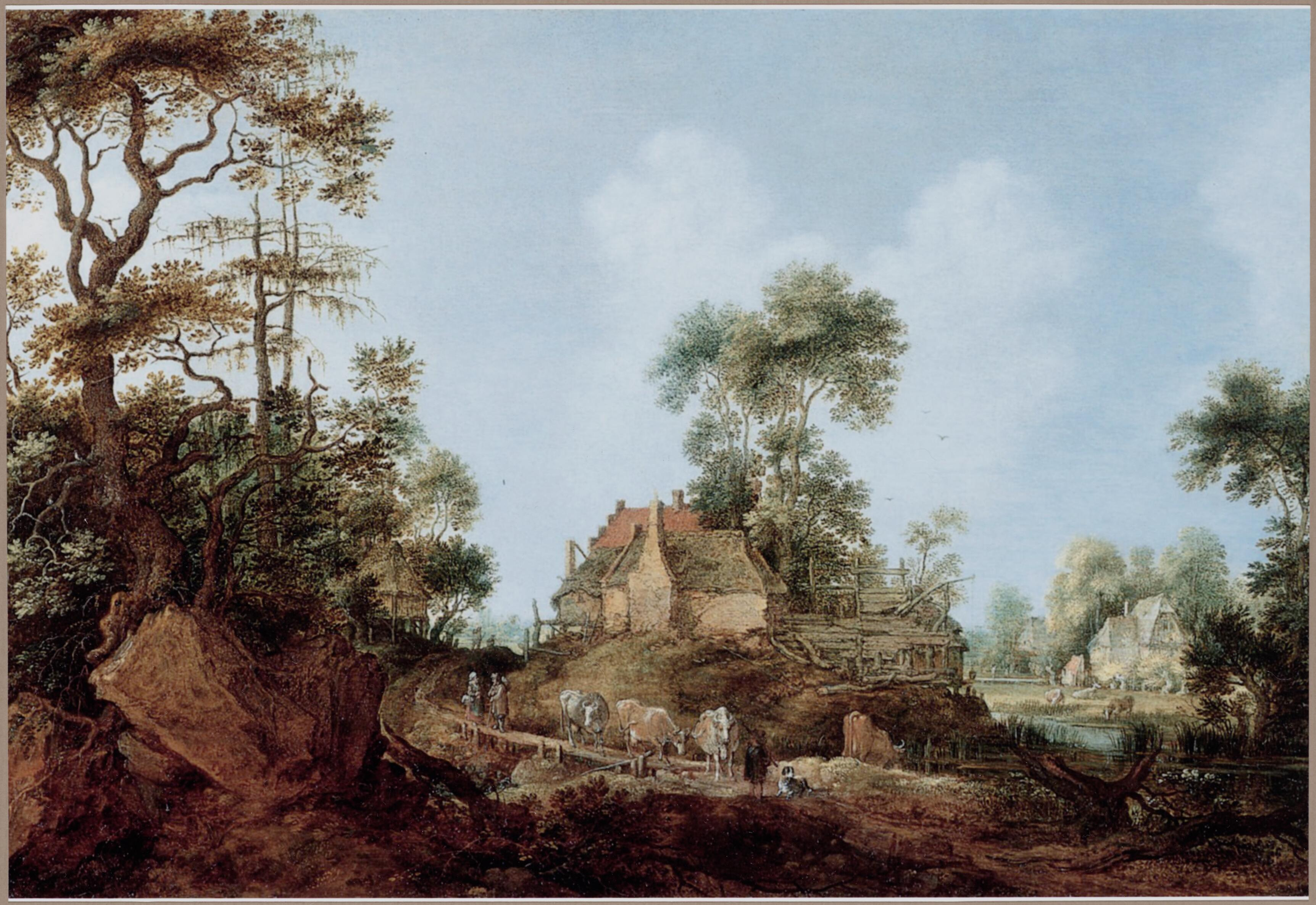
家畜を連れた農民のいる森の風景 (1632)